# Benest
Benest település Franciaországban, Charente megyében. Lakosainak száma 307 fő (2022. január 1.). Benest Alloue, Le Bouchage, Champagne-Mouton, Pleuville, Saint-Coutant, Vieux-Ruffec és Chatain községekkel határos.

## Népesség
A település népessége az elmúlt években az alábbi módon változott:
| Lakosok száma | 663  | 470  | 382  | 366  | 345  | 324  | 315  | 311  | 307  | 307  |
|               | 1968 | 1982 | 1999 | 2006 | 2011 | 2015 | 2017 | 2018 | 2020 | 2022 |